# Clayton, Ohio
Clayton là một thành phố thuộc quận Montgomery, tiểu bang Ohio, Hoa Kỳ. Năm 2010, dân số của thành phố này là 13209 người.

## Dân số
- Dân số năm 2000: 13347 người.
- Dân số năm 2010: 13209 người.